# Hluboké Mašůvky
Hluboké Mašůvky är en ort i Tjeckien.   Den ligger i regionen Södra Mähren, i den sydöstra delen av landet, 170 km sydost om huvudstaden Prag. Hluboké Mašůvky ligger 319 meter över havet och antalet invånare är 707.
Terrängen runt Hluboké Mašůvky är lite kuperad, och sluttar österut.Runt Hluboké Mašůvky är det tätbefolkat, med 442 invånare per kvadratkilometer. Närmaste större samhälle är Znojmo, 7,8 km söder om Hluboké Mašůvky. Trakten runt Hluboké Mašůvky består till största delen av jordbruksmark.